# LCM-1E
Las LCM-1E son lanchas de desembarco anfibio de medios mecanizados (LCM son las siglas en inglés de Landing Craft Mechanized) fabricados por Navantia para la Armada Española en la factoría de San Fernando (Cádiz). Su misión principal es situar en la playa en un tiempo razonablemente corto los elementos que integran la fuerza de desembarco mediante su transporte a tierra desde los buques de asalto anfibio.

## Historia del proyecto

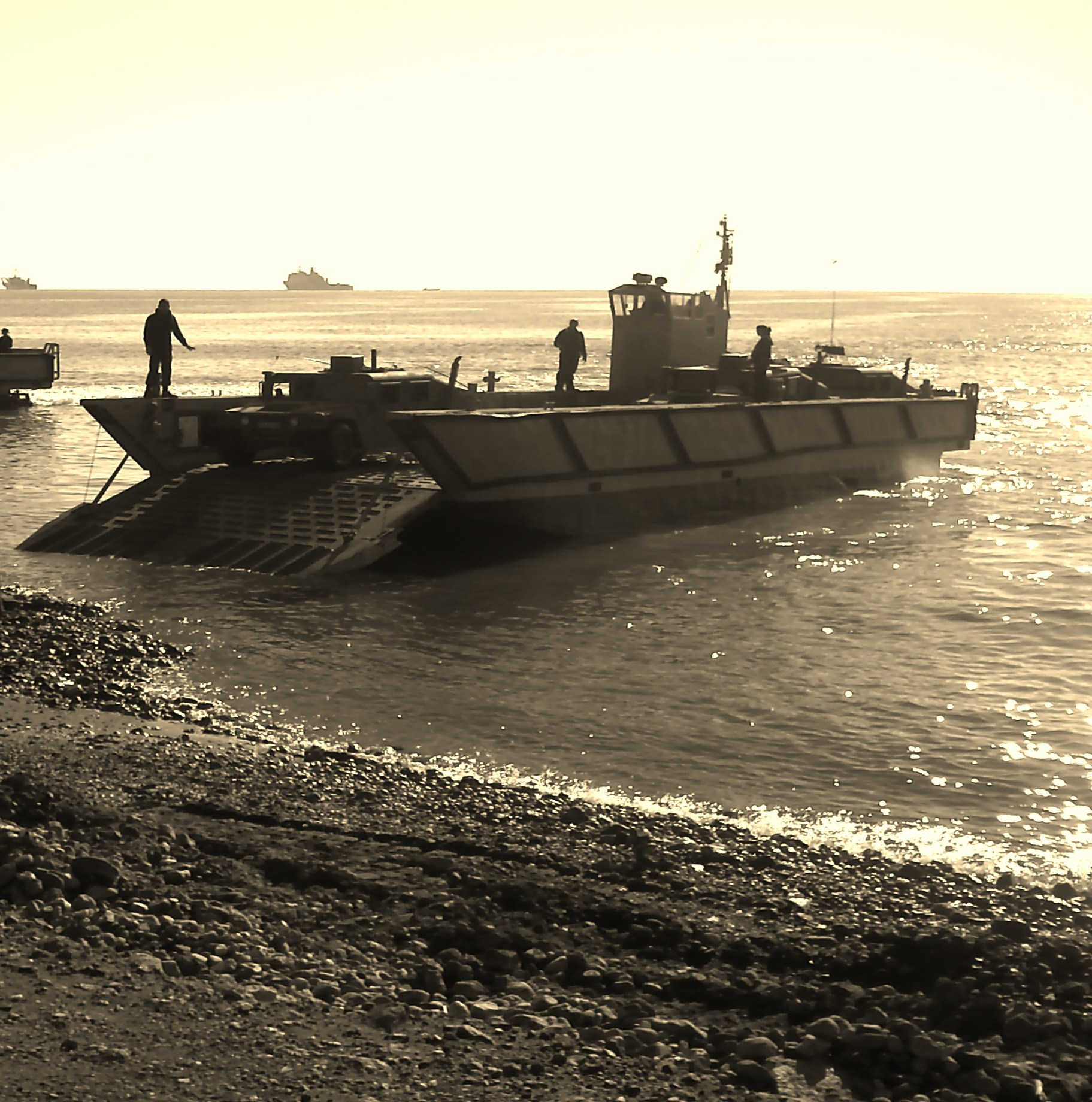
Una LCM-1E desembarcando a la Infantería de Marina Española en la desembocadura del río Andarax, Almería (2007).

Cuando entraron en servicio los dos buques anfibios de clase Galicia  ( Galicia y  Castilla) se inició también el programa para sustituir a los ocho lanchones de asalto clase LCM-8 de origen norteamericano, 6 de ellos adquiridos en 1974 al astillero Oxnard de California y otros 2 construidos en España por la entonces Empresa Nacional Bazán en San Fernando en 1988.
En 1999 se firmó el contrato para la construcción de dos prototipos (L-601 y L-602), para evaluación y pruebas en distintas condiciones de utilización.
Tras el periodo de pruebas, se comenzó la serie completa, que consta de 12 unidades, lo justo para dar servicio a los dos buques de clase Galicia y al  Juan Carlos I.
Tienen capacidad transhorizonte (OTH, over the horizon), lo cual implica que los transportes entre el buque y la costa comienzan a una distancia superior a la que marca la línea del horizonte, es decir, superior a 20 millas náuticas.
Para poder realizar este tipo de desembarcos, las LCM-1E están dotadas de un radar de navegación, GPS, aguja giroscópica/magnética y equipos de comunicaciones HF, VHF y UHF.

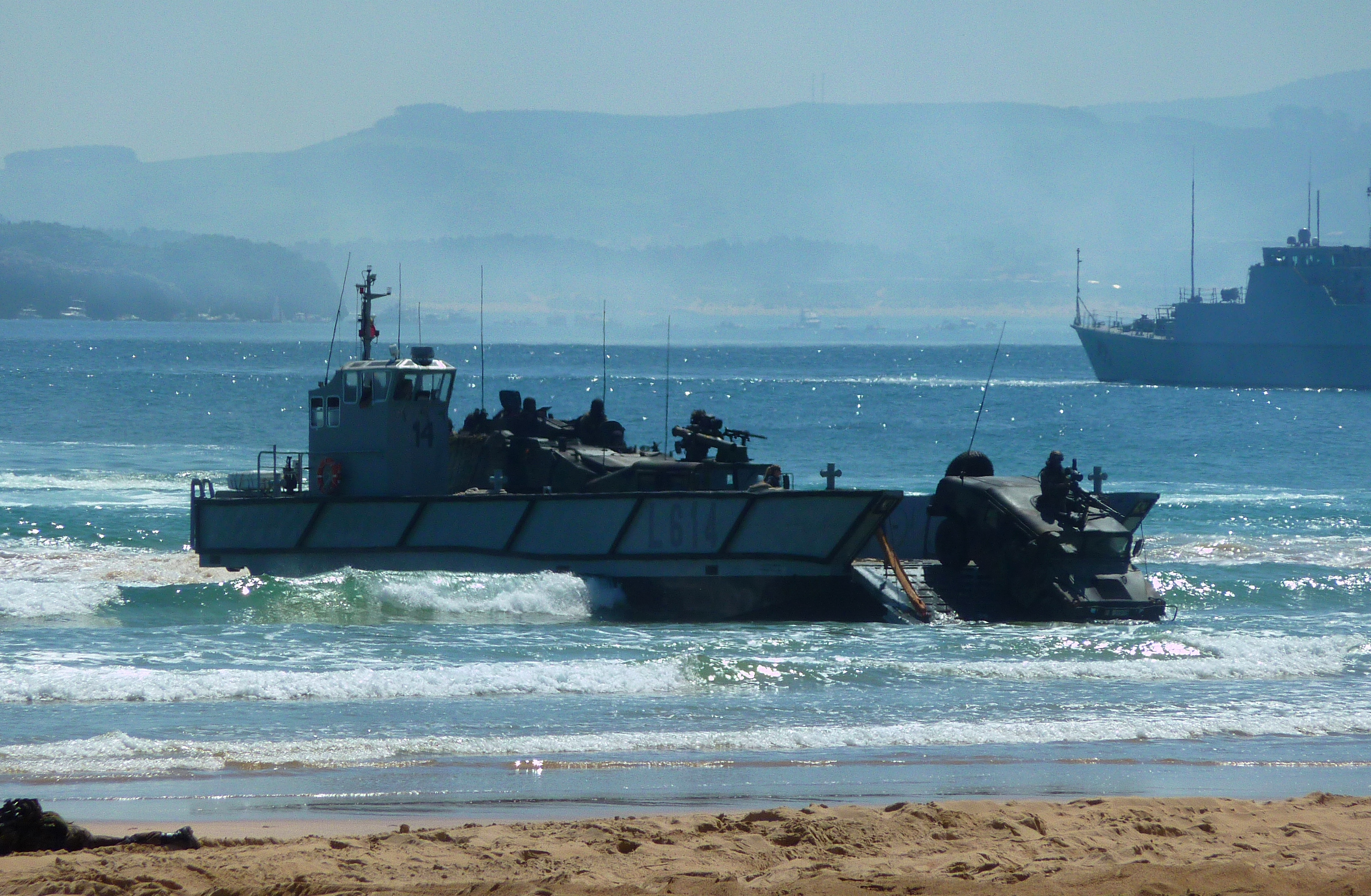
Un Humvee de la Infantería de Marina desembarcando de la última lancha de la serie, la L-614.

Otro punto importante es la velocidad y su autonomía. La propulsión se realiza mediante dos motores MAN de 806 kW de potencia y dos propulsores de chorro de agua (waterjets), ofreciendo una velocidad de 22 nudos sin carga y de 13,5 nudos cargadas, con una autonomía de 190 millas.
Incorporan un portón a popa, facilitando la carga/descarga del material rodante dentro del dique inundable, no siendo necesaria la salida de las dos lanchas delanteras para cargar/descargar las traseras, con una limitación de 12 t como máximo para la transferencia de vehículos de un lanchón a otro.
Las lanchas de desembarco LCM-1E tienen una capacidad de carga de 56 t en una superficie de 103 m² y pueden sobrecargarse hasta 100 t según el estado de la mar.

## Entrega escalonada

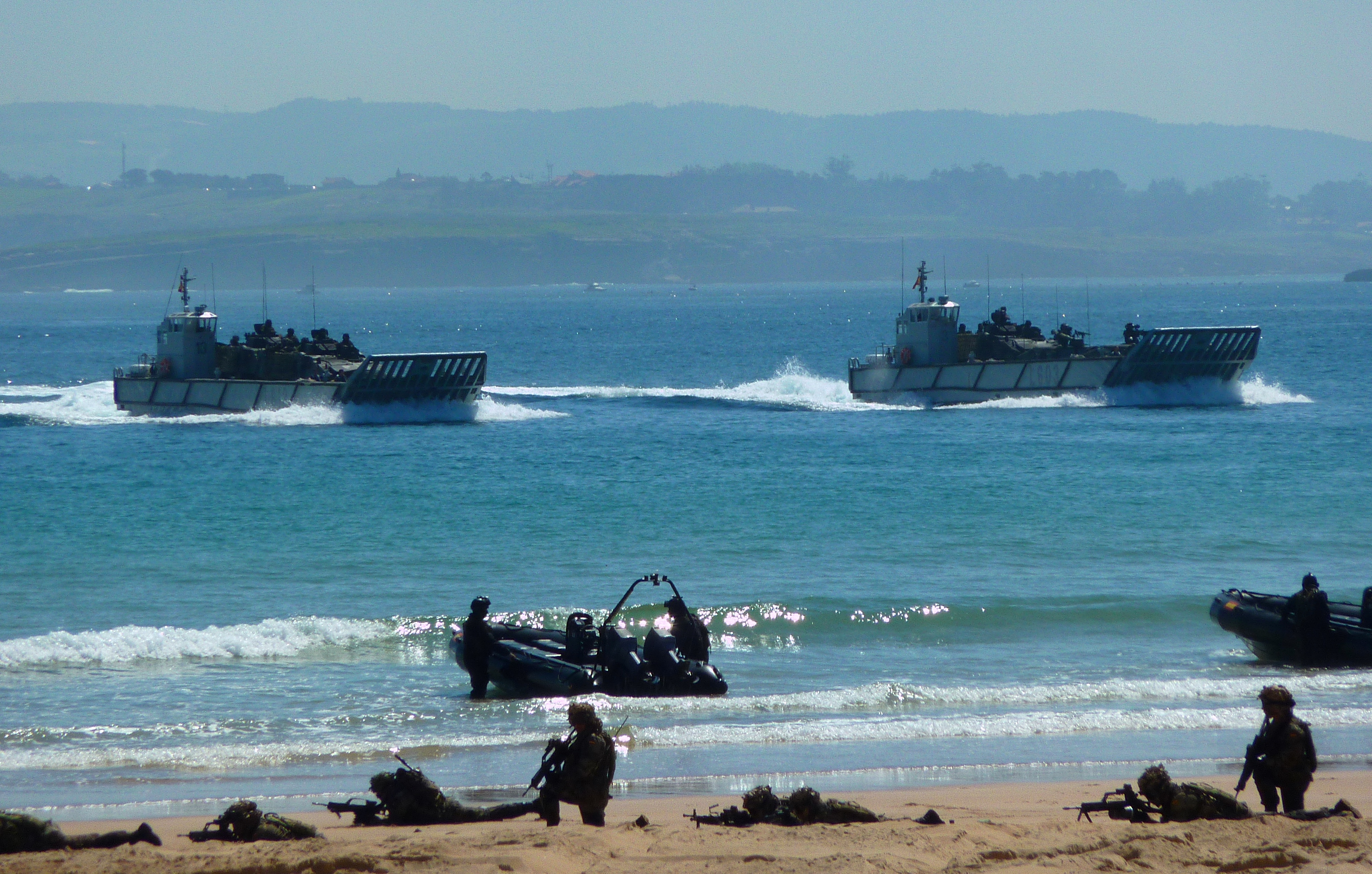
Dos LCM-1E dirigiéndose hacia la playa.

El primero de estos lanchones (L-601) fue entregado el 9 de marzo de 2001, recibiéndose el 24 de enero de 2008, en el astillero de San Fernando (Cádiz), la  L-614, última de la serie de catorce lanchas de desembarco (2 prototipos + 12 unidades de serie). Se encuentran asignadas al Grupo Naval de Playa, con base en el Arsenal de La Carraca (Cádiz), encuadrado en el Grupo de Unidades de Proyección de la Flota.
Desde su incorporación a la Armada, cuatro de las doce unidades construidas en los astilleros de San Fernando y Puerto Real (ambas en la provincia de Cádiz) ya han intervenido en una misión en el extranjero, la desarrollada por las fuerzas españolas en el Líbano, donde entraron en acción para el desembarco en la playa de la Infantería de Marina. Del mismo modo, cuatro de estas unidades fueron extensa y exitosamente  utilizadas desde el Castilla tras el terremoto de Haití de 2010 llevando material y personal directamente hasta las playas, evitando de este modo los puertos, parcialmente destruidos y altamente congestionados.
Los dos prototipos, Los L-601 y L-602, fueron sacadas a subasta para su desguace según Boletín Oficial del Estado del 22 de septiembre de 2015.

## Exportaciones

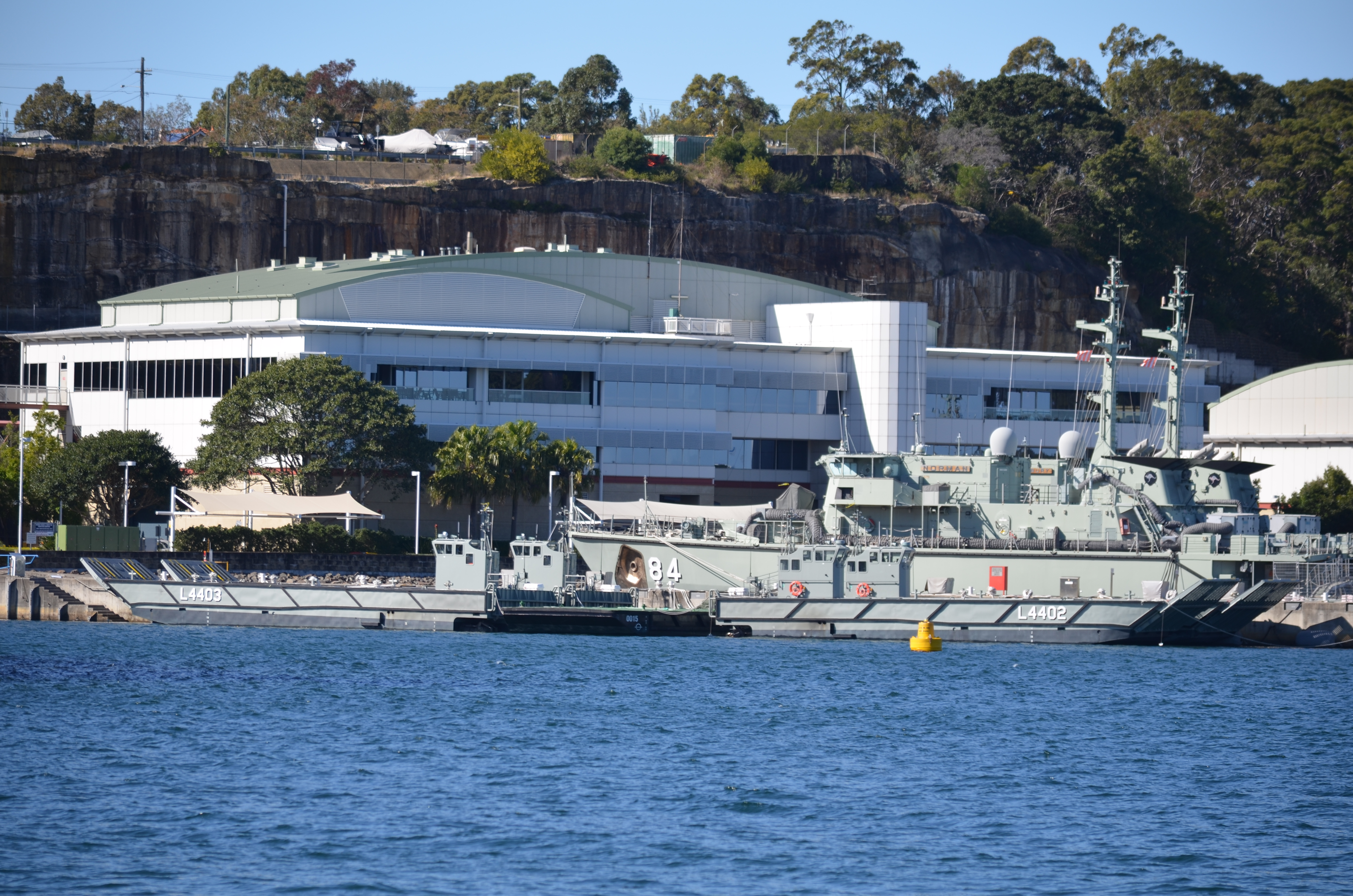
Las cuatro primeras LCM-1E de la Armada Australiana

Han despertado así mismo el interés de otras armadas, como la de Suecia. Turquía  o la de Australia

### Australia
En 2008 la negociación de un contrato con Australia para la fabricación 10 unidades. En mayo de 2009, el ministro australiano de Defensa, Joel Fitzgibbon, anunció la aprobación del contrato para la adquisición de "un número" de lanchas de desembarco destinadas a los dos buques de asalto anfibio clase Canberra, y solicitó oficialmente a la compañía española Navantia ofertas para la adquisición de lanchas de desembarco LCM-1E. En julio de 2011 se anunció la adjudicación del contrato a Navantia, de 10 o 12 unidades según se determinara en la negociación final, que tendría lugar en septiembre del mismo año. El 29 de septiembre, el ministro de defensa australiano, anunció que dicha fase de negociación, duraría entre uno y dos meses, y que se contratarían 12 unidades a entregar en 2014, idénticas a las entregadas a la Armada española, a construir en las factorías de Navantia en la bahía de Cádiz, suponiendo este encargo unas 350 000 horas de trabajo. Finalmente, el contrato fue firmado en Camberra el 16 de diciembre de 2011, se realizó el primer corte de chapa en el Astillero de San Fernando-Puerto Real a finales del mes de octubre de 2012, y la primera unidad se puso a flote el 16 de septiembre de 2013 En noviembre, ya eran tres las lanchas puestas a flote. El primer lote de cuatro lanchas, zarpó con destino a Australia a bordo de un carguero el 10 de marzo de 2014, y tiene prevista su llegada e incorporación a la Armada Australiana a mediados de abril. En diciembre, ya eran nueve las lanchas de desembarco australianas puestas a flote, entregándose en febrero de 2015 el segundo lote de 4 unidades. El 28 de abril de 2015, Navantia puso a flote la última de las lanchas de desembarco destinadas a la Armada Real Australiana, y las cuatro últimas, fueron entregadas en noviembre de 2015. En junio de 2021, las lanchas de desembarco de la Armada Australiana, fueron utilizadas por primera vez para desplegar a la costa carros de combate M1A1 Abrams.

### Turquía
El 29 de diciembre de 2013 la Armada de Turquía seleccionó a Navantia para que, junto a su socio local, Sedef, llevara a cabo la construcción de un buque de tipo LHD basado en el Juan Carlos I y cuatro lanchas de desembarco LCM-1E, que supondrán en conjunto 800 000 horas de trabajo para los astilleros españoles. Navantia aportará el diseño, transferencia de tecnología, equipos y asistencia técnica para su construcción en Turquía, así como los motores, la turbina y el sistema integrado de control de plataforma, entre otros sistemas.

## Componentes
Alemania -  España -  Japón -  Suecia

### Estructura
| Sistema | País              | Fabricante | Notas |
| ------- | ----------------- | ---------- | ----- |
| Casco   | Bandera de España | Navantia   |       |

### Electrónica
| Sistema             | País             | Fabricante | Notas |
| ------------------- | ---------------- | ---------- | ----- |
| Radar de navegación | Bandera de Japón | Anritsu    |       |

### Propulsión
| Sistema   | País                | Fabricante          | 'Notas                  |
| --------- | ------------------- | ------------------- | ----------------------- |
| Motores   | Bandera de Alemania | MAN                 | 2 modelo D-2842 LE 402X |
| Hidrojets | Bandera de Suecia   | Marine Jet Power AB | 2 modelo 650 CSU        |

### Unidades
| Código | Nombre | Número de serie | Año de entrada en servicio | Año de baja | Base       | Observaciones |
| ------ | ------ | --------------- | -------------------------- | ----------- | ---------- | ------------- |
| L-601  |        |                 | 2001                       | 2014        | Puntales   | Prototipo     |
| L-602  |        |                 | 2001                       | 2014        | Puntales   | Prototipo     |
| L-603  |        |                 | 2006                       | En servicio | La Carraca |               |
| L-604  |        |                 | 2006                       | En servicio | La Carraca |               |
| L-605  |        |                 | 2006                       | En servicio | La Carraca |               |
| L-606  |        |                 | 2007                       | En servicio | La Carraca |               |
| L-607  |        |                 | 2007                       | En servicio | La Carraca |               |
| L-608  |        |                 | 2007                       | En servicio | La Carraca |               |
| L-609  |        |                 | 2007                       | En servicio | La Carraca |               |
| L-610  |        |                 | 2007                       | En servicio | La Carraca |               |
| L-611  |        |                 | 2007                       | En servicio | La Carraca |               |
| L-612  |        |                 | 2007                       | En servicio | La Carraca |               |
| L-613  |        |                 | 2007                       | En servicio | La Carraca |               |
| L-614  |        |                 | 2008                       | En servicio | La Carraca |               |